# ریچل مدو

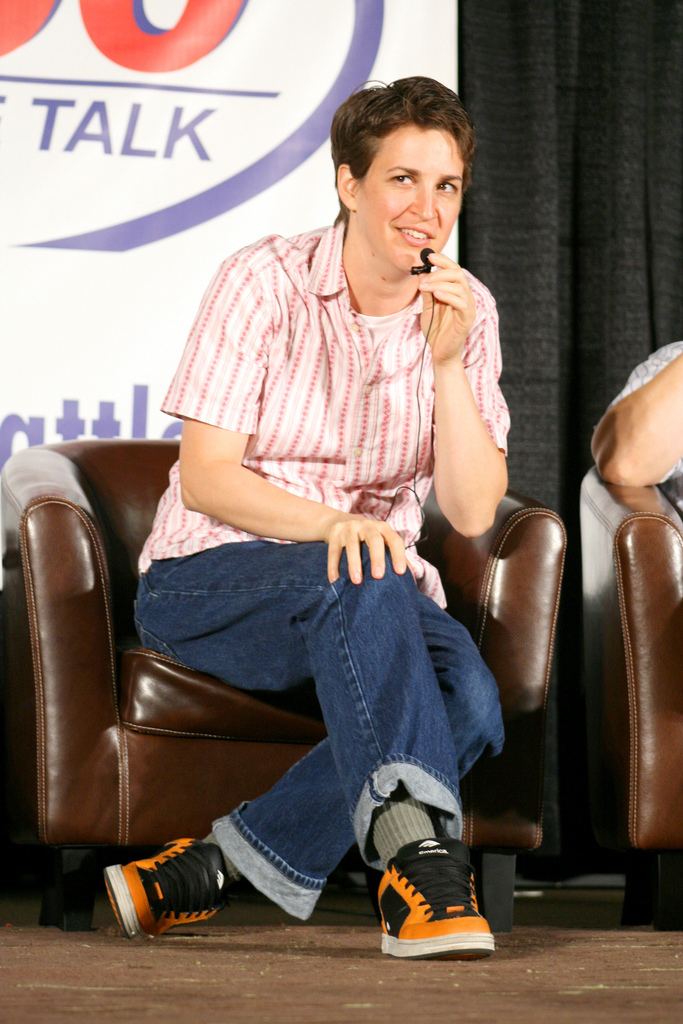

ریچل مدو (به انگلیسی: Rachel Maddow) متولد ۱۹۷۳ میلادی کالیفرنیا، از شخصیت‌های مشهور تلویزیونی آمریکا است.
وی مجری شبانگاهی شبکه سرتاسری ام‌اس‌ان‌بی‌سی است. او همچنین نخستین مجری همجنسگرای علنی یک شبکه سراسری در آمریکا می‌باشد.
او در پاسخ به سؤالی در خصوص دیدگاه‌های سیاسیش چنین پاسخ داد: «من بی شک یک لیبرالم، بدین معنا که کاملاً با برنامه های حزب جمهوریخواه دوره ی آیزنهاور موافقم.»
مدو دارای دکترای علوم سیاسی از دانشگاه اکسفورد انگلیس است.